# Luis Pérez López
Luis Fernando Pérez López (agosto de 1974, San Andrés y Sauces, La Palma) es un periodista y corresponsal español.

## Biografía
Se licenció en Ciencias de la Información rama de Periodismo en la Facultad de Ciencias de la Información (Universidad Complutense de Madrid). Comenzó su carrera profesional en 1993, cuando estaba en segundo de Periodismo, en Canarias, en la Agencia Ideapress y colaborando para Diario de Avisos.  
Después de graduarse ingresó en RTVE en junio de 1997 —donde es personal fijo por oposición desde septiembre de 1999— y empezó en diferentes programas de los Servicios Informativos de TVE en Torrespaña; posteriormente y siempre en el Área de Internacional, pasó al Canal 24 horas y a los Telediarios. 
Como enviado especial del ßrea de Internacional de los Servicios Informativos de TVE, cubrió numerosos hechos históricos tales como la muerte de Yasir Arafat en 2004, los atentados del 7 de julio de 2005 en Londres, la guerra del Líbano de 2006, el conflicto del Líbano de 2007 y el arresto del expolítico serbio Radovan Karadžić en 2008.  
Desde el 1 de enero de 2009 al 30 de junio de 2014 fue corresponsal de los Servicios Informativos de TVE en Bogotá; desde el 1 de julio de 2014 al 30 de junio de 2017 fue corresponsal de TVE en Moscú y desde el 1 de julio de 2017 al 31 de diciembre de 2018 fue corresponsal de TVE en Rabat.
Como corresponsal en Colombia, cubrió la información de aquel país y la de Venezuela, Ecuador, Panamá y Perú, culminando su función en esta corresponsalía con la cobertura de la muerte de Hugo Chávez en 2013 y el conflicto civil en Venezuela desde el inicio de sus protestas.
Como corresponsal en Rusia, cubrió la información de aquel país y de los países que pertenecían a la Unión Soviética. Desempeñó su labor informando sobre la Guerra del Dombás, el accidente de uno de los aviones de la compañía Malaysia Airlines, la guerra con Siria, el terremoto en Nepal, el aniversario del accidente nuclear de Chernóbil y el conflicto con el dopaje en el deporte ruso, entre otros acontecimientos.
Entre enero de 2019 y octubre de 2021 fue redactor del programa En portada de TVE.
Desde octubre de 2021 es subdirector del Área de Internacional de los Informativos de Televisión Española.

## Premios y reconocimientos
En 2012 recibe la distinción Mejor corresponsal o enviado especial de España en el extranjero en los Premios Internacionales de Periodismo del Club Internacional de Prensa (CIP).
En 2015 fue finalista al XXXI Premio Periodismo Cirilo Rodríguez por su labor como corresponsal en Moscú.